# Jolivet (Meurthe i Mosel·la)
Jolivet és un municipi francès situat al departament de Meurthe i Mosel·la i a la regió del Gran Est. L'any 2007 tenia 777 habitants.

## Demografia

### Població
El 2007 la població de fet de Jolivet era de 777 persones. Hi havia 292 famílies, de les quals 48 eren unipersonals (20 homes vivint sols i 28 dones vivint soles), 120 parelles sense fills, 116 parelles amb fills i 8 famílies monoparentals amb fills.
La població ha evolucionat segons el següent gràfic:
Habitants censats

### Habitatges
El 2007 hi havia 317 habitatges, 300 eren l'habitatge principal de la família, 7 eren segones residències i 10 estaven desocupats. 294 eren cases i 23 eren apartaments. Dels 300 habitatges principals, 266 estaven ocupats pels seus propietaris i 33 estaven llogats i ocupats pels llogaters; 4 tenien dues cambres, 25 en tenien tres, 70 en tenien quatre i 200 en tenien cinc o més. 254 habitatges disposaven pel capbaix d'una plaça de pàrquing. A 112 habitatges hi havia un automòbil i a 172 n'hi havia dos o més.

### Piràmide de població
La piràmide de població per edats i sexe el 2009 era:
| Homes | Edats   | Dones |
| ----- | ------- | ----- |
| 4     | 95 o +  | 0     |
| 0     | 90 a 94 | 13    |
| 0     | 85 a 89 | 4     |
| 9     | 80 a 84 | 4     |
| 7     | 75 a 79 | 6     |
| 15    | 70 a 74 | 17    |
| 7     | 65 a 69 | 20    |
| 22    | 60 a 64 | 24    |
| 26    | 55 a 59 | 17    |
| 36    | 50 a 54 | 44    |
| 47    | 45 a 49 | 40    |
| 27    | 40 a 44 | 27    |
| 14    | 35 a 39 | 21    |
| 26    | 30 a 34 | 18    |
| 20    | 25 a 29 | 19    |
| 34    | 20 a 24 | 34    |
| 52    | 15 a 19 | 39    |
| 17    | 10 a 14 | 37    |
| 27    | 5 a 9   | 18    |
| 9     | 0 a 4   | 22    |

## Economia
El 2007 la població en edat de treballar era de 507 persones, 352 eren actives i 155 eren inactives. De les 352 persones actives 331 estaven ocupades (178 homes i 153 dones) i 21 estaven aturades (15 homes i 6 dones). De les 155 persones inactives 63 estaven jubilades, 48 estaven estudiant i 44 estaven classificades com a «altres inactius».

### Ingressos
El 2009 a Jolivet hi havia 340 unitats fiscals que integraven 872 persones, la mediana anual d'ingressos fiscals per persona era de 19.699 €.

### Activitats econòmiques
Dels 21 establiments que hi havia el 2007, 1 era d'una empresa extractiva, 1 d'una empresa de fabricació d'altres productes industrials, 5 d'empreses de construcció, 6 d'empreses de comerç i reparació d'automòbils, 1 d'una empresa de transport, 2 d'empreses immobiliàries, 2 d'empreses de serveis, 1 d'una entitat de l'administració pública i 2 d'empreses classificades com a «altres activitats de serveis».
Dels 9 establiments de servei als particulars que hi havia el 2009, 3 eren tallers de reparació d'automòbils i de material agrícola, 2 guixaires pintors, 1 lampisteria, 1 electricista, 1 empresa de construcció i 1 saló de bellesa.
L'únic establiment comercial que hi havia el 2009 era una adrogueria.
L'any 2000 a Jolivet hi havia 8 explotacions agrícoles.

## Equipaments sanitaris i escolars
El 2009 hi havia una escola elemental.

## Poblacions més properes
El següent diagrama mostra les poblacions més properes.